# Okorág
Okorág (horvátul: Okrag) község Baranya vármegyében, a Sellyei járásban.

## Fekvése
Szentlőrinctől délnyugatra, Sellyétől északra fekszik, az Ormánság északi részén. A szomszédos települések: északkelet felől Sumony, délkelet felől  Csányoszró, dél felől Kákics, délnyugat felől Marócsa, északnyugat felől pedig Szentegát.

### Megközelítése
Legfontosabb közúti megközelítési útvonala az 5806-os út, ezen érhető el Szentlőrinc és Sellye felől is, Sumony, illetve Kákics érintésével.
A falu közelében halad el a Szentlőrinc–Sellye-vasútvonal, melynek Okorág-Kárászpuszta megállóhelye a Sumonyra vezető országút és a vasút keresztezésénél található; ugyanott ágazik ki az országútból a ma már csak néhány tucat lakossal rendelkező, korábban jóval népesebb (mintegy másfél kilométer távolságban fekvő, közigazgatásilag Szentegáthoz tartozó) Kárászpusztára vezető mellékút.

## Története
A mai Okorág közigazgatási területe, a környék több településéhez hasonlóan már az ókorban is lakott hely kellett, hogy legyen, erre utalnak a térségből sok helyütt előkerült vaskori, rézkori vagy éppen római kori leletek.
A vidék egyik legérdekesebb kincslelete éppen Okorág területén került elő: az ismert leletanyag két ezüstből készült fibulát és három sodrott ezüst karperecet tartalmaz, ezek azonban bizonyára összefüggenek azokkal a 19. század végén ugyanitt talált, hasonló ezüstékszerekkel (fibulákkal és karvédő tekercsekkel), amelyek valószínűleg elrejtett kincsből származhatnak. A kincslelet darabjait közvetlenül arra az időszakra datálják, mielőtt a rómaiak elfoglalták volna ezt a vidéket, tulajdonosuk pedig olyan, a korában jelentős személyiség lehetett, aki már ismerte a latin betűs írást, tekintve, hogy egyes darabokon bevésett latin betűk láthatók.
Ugyancsak római eredetűek az említett kincslelet előkerülésének helyétől alig 500 méterre fellelt épület- vagy településnyomok, amikre a ma úgyszintén Okorághoz tartozó, korábban Mónosokor község határában elterülő Köves mezőn találtak rá, és amelyek vagy egy nagyobb kiterjedésű római villa, vagy egy kisebb település nyomai lehetnek, az elszórt tégla- és habarcsnyomokból következtetve; korábbi régészeti irodalom még egy római bronzszobrocskát is említ ugyaninnen.
A mai község 1978-ban jött létre, amikor Okorág településhez hozzácsatolták Mónosokor községet is.

### Mónosokor
Mónosokor évszázadokon keresztül külön település volt Okorágtól kelet-délkeleti irányban. Neve korábbi forrásokból Monos-, Monás- és Malmosokor formában is előkerült, ebből nyilvánvaló, hogy a falunév előtagja minden említett formájában a malom szó tájnyelvi változatát őrzi és egy egykor itt állt, ám már rég elbontott malomra utal, míg a második tag a ma is Okor nevet viselő, itt folyó patak nevére utal. Lakóinak száma 1787-ben még 142, 1934-ben 69 fő volt. Jelenleg Okorág néhány házból álló, csekély lakosságszámú településrésze; itt készült a Mónosokor: Portréfilm egy faluról című dokumentumfilm.

## Közélete

### Polgármesterei
- 1990–1994: Kovács György (független)[9]
- 1994–1998: Kovács György (független)[10]
- 1998–2002: Méhes Ferenc (független)[11]
- 2002–2006: Bogdán János (független)[12]
- 2006–2010: Bogdán János (független)[13]
- 2010–2014: Bogdán János (Fidesz-KDNP)[14]
- 2014–2019: Bogdán János (Fidesz-KDNP)[15]
- 2019–2024: Bogdán János (Fidesz-KDNP)[16]
- 2024– : Bogdán János (Fidesz-KDNP)[1]

## Népesség
A település népességének változása:
| Lakosok száma | 173  | 173  | 162  | 154  | 151  | 140  | 136  | 139  |
|               | 2013 | 2014 | 2015 | 2019 | 2021 | 2022 | 2023 | 2024 |

A 2011-es népszámlálás során a lakosok 86,6%-a magyarnak, 29,9% cigánynak, 3% horvátnak, 0,6% németnek, 0,6% szlováknak mondta magát (11,6% nem nyilatkozott; a kettős identitások miatt a végösszeg nagyobb lehet 100%-nál). A vallási megoszlás a következő volt: római katolikus 45,1%, református 23,8%, felekezeten kívüli 13,4% (17,1% nem nyilatkozott).
2022-ben a lakosság 95%-a vallotta magát magyarnak, 27,1% cigánynak, 0,7% románnak, 0,7% horvátnak (5% nem nyilatkozott; a kettős identitások miatt a végösszeg nagyobb lehet 100%-nál). Vallásuk szerint 13,6% volt református, 5% római katolikus, 0,7% ortodox, 1,4% egyéb keresztény, 29,3% egyéb katolikus, 15,7% felekezeten kívüli (34,3% nem válaszolt).

## Nevezetességei
- A település viszonylag gazdag a népi építészet máig jó állapotban megmaradt emlékeiben, bár némelyik már részben átépített formában látható. Megőrzésere érdemes helyi építészeti értékek a településen – a teljesség igénye nélkül – a templom és az azt körülvevő történelmi falumag több épülete, továbbá a Rákóczi utca 38., 40. 43., 48., 50. 51. és 53. számú lakóépületek.
- Több 19. századi, különböző faragott csanak került a faluból a Néprajzi Múzeum gyűjteményébe,[19][20] ezek egyike, egy 1880-ból származó, különlegesen díszes faragású ivópohár rajza (Zombory Éva alkotása) bekerült a 42. Bélyegnap alkalmából 1969. szeptember 13-án kiadott négy értékű bélyegsorozat képei közé is.[21]